# Зібрання (колекція) образотворчого мистецтва Градобанку
Зібрання (колекція) образотворчого мистецтва Градобанку (Зібрання Градобанку) — перше в Україні приватне корпоративне цілісне зібрання творів образотворчого мистецтва та інших цінностей національної та світової культурної спадщини. Визначається високим мистецьким рівнем, має унікальне художнє, історичне та етнографічне значення. Складається більше ніж з 888 творів.
Належить на праві власності Акціонерному товариству «Градобанк» (м. Київ) та Віктору Жердицькому.
Частина Зібрання Градобанку — колекція образотворчого мистецтва Акціонерного товариства «Градобанк» у кількості 785 творів — є об'єктом національного культурного надбання.

## Історія створення
Зібрання Градобанку формувалося впродовж 1991–1996 років шляхом цільового пошуку та відбору мистецьких творів у єдину збірку та їх набуття у власність Акціонерним товариством «Градобанк» за рахунок його власних коштів.
Ідея створення, збирацька ініціатива та відбір мистецьких творів у Зібрання Градобанку належить Віктору Жердицькому.
Створення Зібрання Градобанку було зупинено внаслідок дій корумпованої влади, яка системно руйнувала банк у 1996—1997 р. р. та організувала наступне штучне банкрутство Градобанку.

## Опис
Зібрання Градобанку переважно складається з творів живопису і графіки, створених провідними художниками України й світу впродовж XVII — XX століть.
Зібрання Градобанку містить такі основні розділи:
- Українське класичне мистецтво, що охоплює період XVII — середини XX ст.;
- Сучасне українське мистецтво (60 — 90-ті р.р. ХХ ст.);
- Зарубіжне класичне мистецтво (XVII — XX ст.);
- Збірка європейської графіки (ХХ ст.);
- Російське класичне мистецтво.

У розділі класичного українського мистецтва представлені твори всесвітньо відомих живописців і графіків ХІХ — початку ХХ ст. — Трутовського К. О. Пимоненка М. К., Світославського С. І., Труша І. І., Беркоса М. А., Васильківського С. І., Світлицького Г. П., Лагоріо Л. Ф., Клодта М. К., Лаховського А. Б., твори яких нині вважаються класикою українського мистецтва й зберігаються в найбільш відомих музеях України, Росії та світу. Вирізняється збірка творів відомого художника Волокидіна П. Г. У зібранні Градобанку представлені також твори визнаних у світі митців авангардного спрямування, зокрема Архипенка О. П., Богомазова О. К., Бурлюка Д. Д.
На особливу увагу заслуговують унікальні зразки іконопису галицької, волинської та київської шкіл XVII–XVIII ст.
Розділ «Сучасне українське мистецтво» має високий художній рівень творів. Чимало картин, що зберігаються в цьому розділі Зібрання Градобанку демонструвалися на престижних виставках України та Європи, а їх автори здобули міжнародний авторитет: Тістол О. М., Савадов А. В., Сенченко Г. М., Дубовик О. М., Бовкун В. О., Сільваші Т. Й., Кривенко М., Криволап А. Д. та інші. Розділ представлений роботами широковідомих митців, таких як: Бокшай Й. Й., Глущенко М. П., Ерделі А. М., Каринська В. А., Яблонська Т. Н., Лерман З. Н., Тартаковський А. І., Чегодар В. Д., Животков О. О., Животков С. О., Григор'єв С. О., Бородай О. А. та інші.
Розділ «Європейська графіка (ХХ ст.)» Зібрання Градобанку становить виняткову цінність. Протягом багатьох десятирічь надходжень новочасного зарубіжного мистецтва в Україну не було, і Зібрання Градобанку — це перший приклад появи творів майстрів такого високого рівня у мистецькому просторі України. Йдеться про всесвітньо відомих майстрів, чиї твори мають один з найвищих цінових рейтингів у світі, таких як Пікассо П., Леже Ф., Міро Ж., Кандинський В., Брак Ж., Шагал М., Далі С., Піссарро К., Сера Ж., Ренуар О., Клее П., Матісс А. та інші. За оцінками фахівців розділ зарубіжної графіки Зібрання Градобанку не має аналогів в Україні.
В Зібранні Градобанку також представлені твори провідних художників Росії й Білорусі. Це Клєвєр Ю. Ю., Маневич А. А., Менк В. К., Шишкін І. І., Полєнов В. Д., Околович М. А., Фальк Р. Р. та інші.
Високий мистецький рівень та унікальність Зібрання Градобанку визнані провідними авторитетними мистецтвознавцями України, зокрема доктором мистецтвознавства, професором, академіком Академії мистецтв України Федоруком О. К. , професором Горбачовим Д. О., професором Індутним В. В., мистецтвознавцями Горбачовою І. О., Ничипорко Г. І., іншими. Збирацькій ініціативі надана висока оцінка, як безпрецедентному явищу в культурному житті України сучасної доби.
Зібрання Градобанку в цілому являє собою цілісний майновий комплекс великої меморіальної, загальнокультурної та виховної значимості, що змістовно, повно та всебічно віддзеркалює риси духу і характеру минулих часів й сьогодення, а також за повнотою й цінністю творів, суттєво виділяється серед подібних колекцій, представлених у експозиціях українських музеїв.

## Перша частина— об'єкт національного надбання
785 творів мистецтва з Зібрання Градобанку під назвою "Колекція образотворчого мистецтва Акціонерного товариства «Градобанк» визнана об'єктом національного надбання.
Щодо неї були прийняті акти Верховної Ради України: Постанова «Про визнання колекції образотворчого мистецтва національним надбанням України» від 24.05.2001 № 2434–ІІІ, за якою цю колекцію було визнано національним надбанням з віднесенням до державної частини Музейного фонду України; згодом — Закон України «Про передачу колекції образотворчого мистецтва Акціонерного товариства „Градобанк“ у державну власність» від 24.06.2004 № 1881–IV, яким колекцію визнано об'єктом національного культурного надбання та передбачалась націоналізація колекції.
Конституційний Суд України рішенням від 16.10.2008 № 24-рп/2008 визнав неконституційними Постанову Верховної Ради України «Про визнання колекції образотворчого мистецтва національним надбанням України» від 24.05.2001 № 2434–ІІІ та всі положення Закону України «Про передачу колекції образотворчого мистецтва Акціонерного товариства „Градобанк“ у державну власність» від 24.06.2004 № 1881–IV, які стосувалися передачі колекції образотворчого мистецтва Градобанку у державну власність, віднесення до державної частини Музейного фонду України та передачі на постійне зберігання до Національного художнього музею України.
Неконституційність названих положень пов'язана з їх не відповідністю статті 8, частині четвертій статті 13, частині четвертій статті 41 Конституції України через недотримання законодавцем принципу непорушності права приватної власності Градобанку, що мало наслідком протиправне позбавлення цього права.
Після 10 років судових розглядів судами загальної юрисдикції в порушення рішення Конституційного Суду України, Конституції України та прав власності Градобанку та Жердицького В. Ю. у 2016 році 785 творів з Зібрання Градобанку передані до Національного художнього музею України, де дотепер протиправно утримуються.

## Друга частина
72 твори мистецтва з Зібрання Градобанку, котрі не є частиною визнаної об'єктом національного надбання колекції образотворчого мистецтва Градобанку з названими вище актами Верховної Ради України зв'язку не мають, у 2004 році в порушення Конституції України та прав власності Градобанку та Жердицького В. Ю. передані Генеральною прокуратурою України до Національного художнього музею України, де дотепер протиправно утримуються.

## Оцінка
Експертна оцінка вартості 740-а творів живопису та графіки з визнаної об'єктом національного надбання колекції образотворчого мистецтва Акціонерного товариства «Градобанк» становить 52 724 797 євро (проведена згідно з Законом України «Про оцінку майна майнових прав та професійну оціночну діяльність в Україні» професором Індутним В. В. та ТОВ «АРТ-Аналітикс» у 2014 році).
Згідно з експертним висновком колекція Градобанку характеризується високим показником індексу соціокультурної значимості — пам'ятка культури національного рівня значення другого порядку; найвищим показником індексу рівня задоволення гуманітарних потреб особистості, а також високим показником індексу загальної виховної цінності — пам'ятка культури світового рівня загальної виховної цінності другого порядку. За індексом автентичності колекція АТ «Градобанк» відповідає визначенню «автентична пам'ятка».

## Художники, твори яких формують Зібрання Градобанку
Агафонов 0лександр

Адамс Джон

Адліванкин Самуїл

Айвазовський Іван

Антип Петро

Архипенко Олександр

Архипов Абрам

Атаян Гаяне

Бабак Микола

Бабак Олександр

Бабут Михайло

Балакін Олександр

Бальц Володимир

Бахтов Володимир

Башинджагян Геворг

Бевза Петро

Беггров Олександр

Бенуа Олександр

Беркос Михайло

Бистрова Яна

Бовкун Володимир

Богданов-Бельський Микола

Богомазов Олександр

Бокшай Йосип

Бондарович Анатолій

Боннар Пьєр

Бородай Олександр

Брак Жорж

Будніков Володимир

Буковецький Євген

Бурачек Микола

Бурлюк Давид

Бялиницький-Біруля

Вайнштейн Михайло

Вартиванов Леонід

Васильківський Сергій

Верещагін Василь

Винниченко Володимир

Вишеславський Гліб

Війон Жак

Віланіс Емануель

Віноградов Сергій

Вітковська Наталія

Волобуєв Євген

Волокідін Павло

Волошин Максиміліан

Герхард фон Кюгельген

Галімський Владислав

Гау Володимир

Ґе Микола

Гейко Марко

Геллер Петро

Герасименко Наталія

Гіне Олександр

Глущенко Микола

Гнилицький Олександр

Горбатов Костянтин

Григор'єв Іван

Григор'єв Сергій

Григор'єва Галина

Гуєцький Семен

Гулин Петро

Далі Сальвадор

Дворников Тит

Едґар Деґа

Дерен Андре

Дмітрієв-Оренбурський

Дом'є Оноре

Дубовик Олександр

Дубовськой Микола

Дюранте Доменіко

Дюфі Рауль

Ерделі Адальберт

Єгорнов Сергій

Єрмілов Василь

Животков Олександр

Животков Сергій

Жук Михайло

Жуковський Станіслав

Зено Димер

Іванов-Ахметов Володимир

Їжакевич Іван

Кабаченко Вододимир

Кавсан Дмитро

Калдер Олександр

Кандинський Василь

Карреньо Маріо

Кацман Євген

Кашшай Антон

Келін Петро

Керестей Павло

Керн Герман

Кисельов Олександр 

Клевер Юлій

Клее Пауль

Клименко Олександр

Клодт Михайло

Коган-Шац Матвій

Колесніков Степан

Коновалюк Федір

Корнійчук Катерина

Коро Каміль

Коровін Костянтин

Корсун Володимир

Крамаренко Лев

Крельман Михайло

Кривенко Микола

Криволап Анатолій

Крижицький Костянтин

Крилов Порфірій

Кричевський Василь

Кудінова Олена

Кузнєцов Павло

Лагоріо Лев

Лансере Євген

Лаховський Арнольд

Лебединець Петро

Левітан Ісаак

Левич Олександр

Левич Яким

Левченко Петро

Леже Фернан

Леман Юрій

Лерман Зоя

Лебедєв Михайло

Лентулов Аристарх

Лопухов Олександр

Лорансен Марі

Луцкевич Олександр

Луцкевич Юрій

Макарова-Вишеславська Ірина

Маковський Володимир

Мальчевський Яцек

Манайло Федір

Маневич Абрам

Манеллі Альбетро

Маркітан Олексій

Маркосян Лев

Матісс Анрі

Машницький В'ячеслав

Менк Володимир

Мешков Василь Никитич

Мещерський Арсеній

Мірецький Давид

Мілле Жан-Француа

Міро Жуан

Модільяні Амедео

Манастирський Антін

Мурашко Олександр

Мусатов Віктор

Мясоєдов Григорій

Недайборщ Володимир

Неледва Галина

Ніконоров Едуард

Нілус Петро

Новаківський Олекса

Нольде Еміль

Околович Микола

Орловський Володимир

Орябинський Олексій

Осмьоркін Олександр

Остроумова-Лєбєдєва

Отрощенко Сергій

Павлов Олександр

Панич Сергій

Паскен Жюль

Петрак Ярослав

Петровичев Петро

Пимоненко Микола

Пирін Михайло

Пікассо Пабло

Піссарро Каміль

Платонов Харитон

Покіданець Віктор

Полєнов Василь

Прахов Микола

Пуханова Лариса

Пшеничний Юрій

Рапопорт Борис

Ренуар П'єр Огюст

Рерберг Федір

Реріх Микола

Реунов Валентин

Реунов Костянтин

Рижих Віктор

Рижих Олена

Рилов Аркадій

Ройтбурд Олександр

Руо Жорж

Сабова-Дишко Елеонора

Соломуха Антон

Самко Надія

Самокіш Микола

Свєрчков Микола

Світлицький Григорій

Світославський Сергій

Сезанн Поль

Селезньов Іван

Сенченко Георгій

Савадов Арсен

Сера Жорж

Сергеєв Микола

Синякова Марія

Сільваші Тіберій

Скугарєва Марина

Соломко Юрій

Спірідонова Валерія

Станіславський Ян

Степаненко Анатолій

Степанов Олексій

Столиця Євген

Судковський Руфін

Сухоліт Олександр

Тартаковський Анатолій

Тістол Олег

Ткаченко Михайло

Трубіна Валерія

Трутовський Костянтин

Труш Іван

Тулуз-Лотрек Анрі

Туржанський Леонард

Туровський Михайло

Фальк Роберт

Цаголов Василь

Чегодар Василь

Челищев Павло

Чєкригін Василь

Чічкан Ілля

Шавикін Дмитро

Шагал Марк

Шевченко Олександр

Шевченко Тарас

Шильдер Андрій

Шишкін Іван

Шишко Сергій

Шкарапута Микола

Шовкуненко Олексій

Шолтес Золтан

Штеренгберг Давид

Яблонська Тетяна

Яблочкін Валеріан

Яланський Андрій

Ястреб Людмила